# Takahiro Akimoto
Takahiro Akimoto (明本 考浩?, Akimoto Takahiro; Utsunomiya, 31 gennaio 1998) è un calciatore giapponese, centrocampista dell'OH Lovanio.

## Palmarès

### Club

#### Competizioni nazionali
- Coppa dell'Imperatore: 1

Urawa Red Diamonds: 2021
- Supercoppa del Giappone: 1

Urawa Red Diamonds: 2022

#### Competizioni internazionali
- AFC Champions League: 1

Urawa Red Diamonds: 2022

### Nazionale
- Universiade: 1

2019